# П-55
П-55  — одна из типовых серий панельных жилых домов. Строились только в Москве, с 1978 по 2002 годы.

## Описание
Дома этой серии спроектированы 12- или 14-этажными с несколькими вариантами расположения квартир в каждой секции.
Разработанная планировка позволяет возводить жилые дома в непосредственной близости от источников шума. Высокий уровень защиты от шума обеспечивается с помощью использования наружных навесных плит с повышенной шумоизоляцией, застеклённых лоджий и специальных стеклопакетов в оконных проемах.
Другой отличительной особенностью данной серии является наличие большой ванной комнаты в 3- и 4-комнатных квартирах, что не типично для «советских» серий.
Позже на основе этой серии была разработана улучшенная серия П-55М, которая исправила главной недостаток этой серии — наличие узких неудобных «комнат-пеналов».

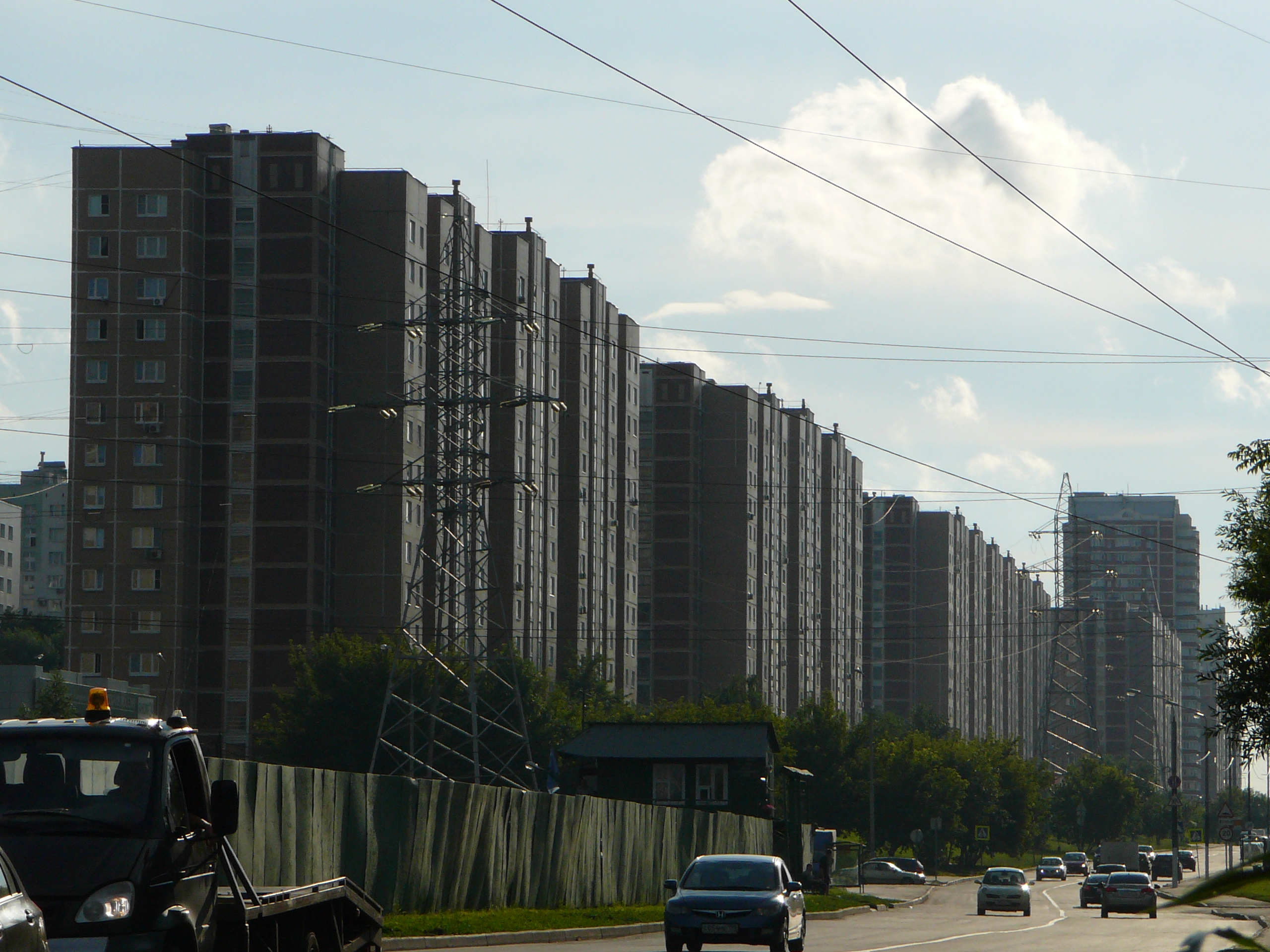

## Основные характеристики
| Количество секций (подъездов) | 2 и более                                     |
| Этажность                     | 9,10,12,14                                    |
| Высота потолков               | 2.64                                          |
| Лифты                         | два пассажирских                              |
| Балконы                       | остекленные лоджии и эркеры во всех квартирах |
| Количество квартир на этаже   | 4                                             |
| Перспектива сноса             | сносу не подлежат, капремонта не требуют      |

## Площади квартир
| Комнатность          | Общая, м² | Жилая, м² | Кухня, м² |
| 1-комнатная квартира | 36-39     | 20-21     | 8-9       |
| 2-комнатная квартира | 50-52     | 30-31     | 8-9       |
| 3-комнатная квартира | 70-71     | 40-41     | 8-9       |
| 4-комнатная квартира | 84-85     | 55-57     | 8-9       |

## Строительные конструкции
| Санузлы                       | санузлы: раздельные                                                                           |
| Лестницы                      | без общего противопожарного балкона                                                           |
| Мусоропровод                  | с загрузочным клапаном на каждом этаже                                                        |
| Вентиляция                    | естественная вытяжная в сантехкабине (санузле) и в кухне                                      |
| Наружные стены                | керамзитобетонные навесные трёхслойные панели с повышенной шумозащитой и общей толщиной 34 см |
| Внутренние несущие стены      | железобетонные сборные панели толщиной 14 и 18 см                                             |
| Перегородки комнат и санузлов | гипсобетонные прокатные панели толщиной 8 см                                                  |
| Перекрытия                    | безпустотные железобетонные плиты толщиной 14 см                                              |
| Несущие стены                 | внутренние межквартирные и межкомнатные продольные и поперечные                               |
| Тип кровли                    | плоская; покрытие — рулонное                                                                  |

## Примечание
1. ↑  З.А.Казбек-Казиев. Архитектурные конструкции: Учебник для вузов по специальности Архитектура. — М.: Высш. шк., 1989.